# 拉尔尚 (奥恩省)
拉尔尚（法語：Larchamp，法語發音：[laʁʃɑ̃] ⓘ）是法国奥恩省的一个旧市镇，位于该省西北部，属于阿让唐区。2015年1月1日，拉尔尚和相邻的另外6个市镇合并为新市镇坦什布赖博卡日（Tinchebray-Bocage）。

## 地理
拉尔尚（48°41'42"N, 0°40'59"W）面积8 平方千米，位于法国诺曼底大区奧恩省，该省份为法国西北部内陆省份，北起顺时针与卡爾瓦多斯省、厄尔省、厄尔-卢瓦省、萨尔特省、马耶讷省和芒什省接壤。
与拉尔尚接壤的市镇（或旧市镇、城区）包括：沙尼、博谢讷、圣科尔尼耶德朗德。
拉尔尚的时区为UTC+01:00、UTC+02:00（夏令时）。

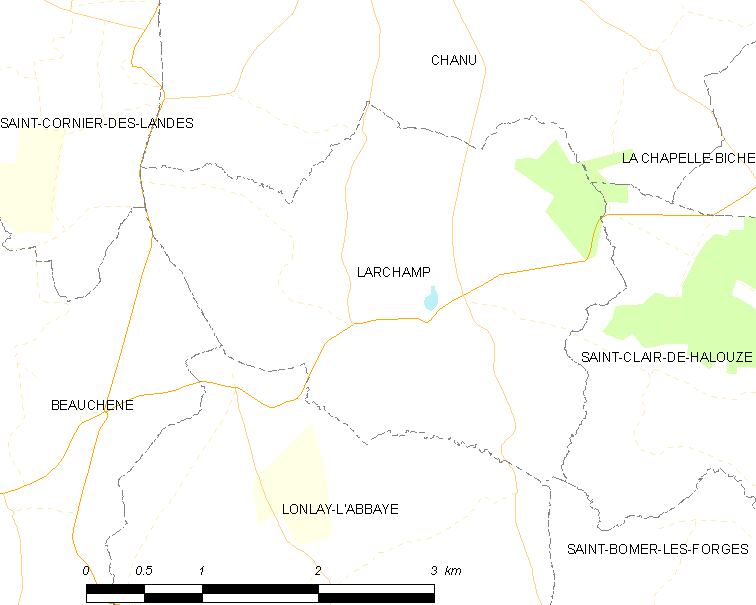
拉尔尚的OSM定位图

## 行政
拉尔尚的邮政编码为61800，INSEE市镇编码为61223。

## 政治
拉尔尚所属的省级选区为栋夫龙昂普瓦赖县。

## 人口

1962-2008年间拉尔尚人口变化图示

拉尔尚于2018年1月1日时的人口数量为303人。